# Agnieszka Bolesta
Agnieszka Bolesta (ur. 12 marca 1973) – polska inżynier chemik, specjalistka ochrony środowiska i urzędnik państwowy, w latach 2005–2007 podsekretarz stanu w Ministerstwie Środowiska. W latach 2020–2024 prezes Agencji Mienia Wojskowego.

## Życiorys
Absolwentka Wydziału Inżynierii Chemicznej i Procesowej Politechniki Warszawskiej. Ukończyła studia podyplomowe z zakresu: zarządzania w administracji publicznej w Wyższej Szkole Przedsiębiorczości i Zarządzania im. Leona Koźmińskiego, ekonomicznych podstaw ochrony środowiska na Wydziale Nauk Ekonomicznych Uniwersytetu Warszawskiego oraz studium oceny i wyceny zasobów przyrodniczych, prowadzone przez Szkołę Główną Handlową i Szkołę Główną Gospodarstwa Wiejskiego.
Była stażystką Sekretariatu Konwencji Klimatycznej Organizacji Narodów Zjednoczonych. Pracowała w Narodowym Funduszu Ochrony Środowiska i Gospodarki Wodnej, gdzie była m.in. sekretarzem Komitetu ds. Usuwania Skutków Powodzi roku 1997 i 1998. Przeszła później na stanowisko głównego specjalisty w Biurze Pełnomocnika Rządu ds. Konwencji Narodów Zjednoczonych ds. Zmian Klimatu. Następnie została pracownikiem Ministerstwa Środowiska jako odpowiedzialna za fundusz pomocowy ISPA w Departamencie Obsługi Funduszy Zagranicznych, potem jako główny specjalista w Departamencie Inwestycji i Rozwoju Technologii. Równolegle była zatrudniona w charakterze głównego specjalisty w Biurze Programu dla Wisły i Jej Dorzecza oraz kierownika zespołu Ochrony Wód i Gospodarki Wodnej w Związku Miast Nadwiślańskich. W 2003 została dyrektorem Biura Ochrony Środowiska w Urzędzie Miasta Stołecznego Warszawa. Należała do grona założycieli Stowarzyszenia na rzecz Zrównoważonego Rozwoju Polski w 1997, objęła w nim funkcję sekretarza.
22 listopada 2005 powołana na stanowisko podsekretarza stanu w Ministerstwie Środowiska. Z ramienia ministerstwa zasiadła w radzie nadzorczej EkoFunduszu. Odwołana z funkcji 19 listopada 2007.
1 września 2020 została powołana na stanowisko prezesa Agencji Mienia Wojskowego. 9 stycznia 2024 została odwołana ze stanowiska prezesa Agencji Mienia Wojskowego. Wchodziła również w skład rady nadzorczej Poczty Polskiej.